# Historia de Samoa
La historia de Samoa comenzó cuando inmigrantes de las islas Lau en el este de Fiyi llegaron a las islas samoanas aproximadamente hace 3500 años y de ahí se establecieron en el resto de la Polinesia. Hay pruebas que sugieren que viajaron hasta Sudamérica. El contacto con los europeos comenzó en los primeros años de 1700, pero no se intensificó hasta la llegada de los comerciantes y misioneros británicos en los años de 1830.
A través del siglo XIX, el Reino Unido, Alemania y los Estados Unidos reclamaron partes del reino de Samoa, y establecieron puestos de comercio.
El rey Malietoa Laupepa murió en 1898 y fue sucedido por Malietoa Tooa Mataafa. Los cónsules estadounidenses y británicos apoyaron a Malietoa Tanu, hijo de Laupepa. Buques de guerra norteamericanos y británicos, incluido el USS Philadelphia, bombardearon Apia el 15 de marzo de 1899.
En la Convención Tripartita de Samoa, una comisión conjunta de tres miembros, Bartlett Tripp por los Estados Unidos, C. N. E. Eliot, C.B. por Gran Bretaña, y Freiherr Speck von Sternberg por Alemania, acordaron dividir las islas. Alemania recibió la parte occidental (posteriormente conocida como Samoa Occidental, hoy en día sólo Samoa), que contenía Upolu y Savaii y otras islas adyacentes. Estas islas pasaron a llamarse Samoa Alemana. Los Estados Unidos aceptaron Tutuila y Manu'a, que hoy en día conforman el territorio de Samoa Estadounidense. El Reino Unido renunció a sus aspiraciones en Samoa, a cambio de que Alemania cediera sus protectorados en las Islas Salomón septentrionales. La monarquía fue separada del Estado.
Desde 1908, con el establecimiento del movimiento Mau ("opinión"), los samoanos occidentales comenzaron a reclamar la independencia.
Poco tiempo después del estallido de la Primera Guerra Mundial, en agosto de 1914, Nueva Zelanda envió una fuerza expedicionaria para tomar y ocupar la Samoa Alemana. Aunque Alemania rehusó entregar oficialmente las islas, no hubo ninguna resistencia y la ocupación tuvo lugar sin ningún combate. Nueva Zelanda continuó la ocupación de Samoa Occidental a lo largo de la Primera Guerra Mundial. En 1919, bajo el Tratado de Versalles, Alemania abandonó sus reivindicaciones por las islas.
Nueva Zelanda primero administró Samoa Occidental como un mandato de la Sociedad de Naciones y luego como un fideicomiso de las Naciones Unidas hasta que el país obtuviera su independencia el 1 de enero de 1962 con el nombre de Samoa Occidental. Samoa fue la primera nación polinesia en restaurar la independencia en el siglo XX.
En julio de 1997, la constitución fue enmendada para cambiar el nombre del país de "Samoa Occidental" a "Samoa". Samoa había sido conocida simplemente como Samoa en las Naciones Unidas desde su unión a la organización en 1976. El vecino territorio estadounidense de Samoa Estadounidense protestó el traslado, sintiendo que el cambio disminuyó su propia identidad samoana. Los ciudadanos de Samoa Estadounidense aún usan los términos "Samoa Occidental" y "samoanos occidentales".
En 2002, la primera ministra de Nueva Zelanda, Helen Clark, formalmente pidió disculpas por dos incidentes durante el periodo de administración de este país: un fracaso al poner en cuarentena un barco que transmitió la gripe en 1919, llevando a una epidemia que devastó a toda la población samoana, y el tiroteo a líderes del movimiento pacifista Mau durante una procesión ceremonial en 1926.
Malietoa Tanumafili II, falleció el 12 de mayo de 2007 a la edad de 94 años, ocupó la Jefatura del Estado desde la muerte del segundo "gran jefe" en 1963. Su sucesor fue designado por la legislatura por un mandato de 5 años, se ha mantenido el título O le Ao O le Malo pero al limitar los mandatos del Jefe del Estado a cinco años desde ese momento, Samoa se ha convertido así en una República.
El 7 de septiembre de 2009 cambió su sentido de circulación a la izquierda.
El 29 de diciembre de 2011, Samoa cambió su calendario yendo un día hacia delante, para lo que el país se movió hacia el oeste de la Línea internacional de cambio de fecha, modificando así su huso horario. La zona horaria anterior se había acordado el 4 de julio de 1892, para trabajar en línea con los comerciantes estadounidenses con sede en California. Este cambio se realizó para ayudar al país a impulsar su economía, con el objetivo de hacer negocios con China, Australia y Nueva Zelanda. Anteriormente, Samoa se encontraba 21 horas por detrás de Sídney, pero este comienzo supone estar tres horas por delante. Esto significa que en Samoa no existió el día 30 de diciembre de 2011 y por ello entró directamente al 31 de diciembre, por lo que a partir de entonces Samoa pasó de ser uno de los últimos estados en entrar en un día, para convertirse en uno de los primeros. Finalmente, y debido a esto, Samoa también fue el primero en entrar en 2012. Tokelau también decidió seguir el paso de Samoa en relación con su huso horario.